# FBC DDM Kati Kadaň
FBC DDM Kati Kadaň (dříve FBC 95 Kadaň) je florbalový klub z Kadaně v Ústeckém kraji. Klub byl založen v roce 1995. Spolek je zapsán pod zkráceným názvem FBC DDM Kadaň.
Tým mužů hraje Divizi, tedy čtvrtou nejvyšší florbalovou soutěž mužů. V jedné sezóně 2001/2002 hrál nejvyšší soutěž (v té době pod názvem 1. liga). Mimo to tým hrál druhou nejvyšší soutěž v předešlé a následující sezóně a poté ještě v sezónách 2006/2007 a 2008/2009.
Zaniklý tým žen hrál v sezónách 2001/2002 a 2003/2004 nejvyšší soutěž žen (v té době pod názvem 1. liga).

## Tým mužů
| Sezóna                               | Úroveň | Soutěž       | Umístění | Poznámka                                                                               |
| ------------------------------------ | ------ | ------------ | -------- | -------------------------------------------------------------------------------------- |
| 1999/2000                            | 3      | 3. liga      |          | Postup do vyšší ligy                                                                   |
| 2000/2001                            | 2      | 2. liga      | 1.       | Postup do vyšší ligy                                                                   |
| 2001/2002                            | 1      | 1. liga      | 12.      | Třetí místo ve skupině o udržení – Sestup do nižší ligy                                |
| 2002/2003                            | 2      | 2. liga      | 12.      | Sestup do nižší ligy                                                                   |
| 2003/2004                            | 3      | 3. liga      |          | Sestup do nižší ligy                                                                   |
| 2005/2006                            | 3      | 3. liga      |          | Postup do vyšší ligy                                                                   |
| 2006/2007                            | 2      | 1. liga      | 12.      | Prohra v 1. kole play-down proti TJ MEZ Vsetín – Sestup do nižší ligy                  |
| 2007/2008                            | 3      | 2. liga      |          | Výhra v 2. kole play-up proti C.S.K.A. Hlásná Třebaň – Postup do vyšší ligy            |
| 2008/2009                            | 2      | 1. liga      | 10.      | Prohra v 2. kole play-down proti Sokol Erupting Dragons H. Brod – Sestup do nižší ligy |
| 2009/2010                            | 3      | 2. liga      |          | [ 13 ]                                                                                 |
| 2010/2011                            | 3      | 2. liga      |          | [ 14 ]                                                                                 |
| 2011/2012                            | 3      | 2. liga      |          | [ 15 ]                                                                                 |
| 2012/2013                            | 3      | 2. liga      |          | [ 16 ]                                                                                 |
| 2013/2014                            | 3      | 2. liga      |          | Postup z šestého místa v Divizi I do nově vzniklé Národní ligy                         |
| 2014/2015                            | 3      | Národní liga |          | Výhra v baráži proti SSK KSB Future                                                    |
| 2015/2016                            | 3      | Národní liga |          | Výhra v 1. kole play-down proti ASK TEMPISH Orka Čelákovice                            |
| 2016/2017                            | 3      | Národní liga |          | Výhra v 1. kole play-down proti FBC Panthers Liberec                                   |
| 2017/2018                            | 3      | Národní liga |          | Vypadnutí v semifinále play-off proti FBC Štíři Č. Budějovice                          |
| 2018/2019                            | 3      | Národní liga |          | Prohra v baráži proti SK Florbal Benešov – Sestup do nižší ligy                        |
| Od sezóny 2019/2020 hraje tým Divizi |        |              |          |                                                                                        |

## Tým žen
| Sezóna    | Úroveň | Soutěž  | Umístění | Poznámka |
| --------- | ------ | ------- | -------- | --- |
| 2000/2001 | 2      | 2. liga |          | Postup do vyšší ligy |
| 2001/2002 | 1      | 1. liga | 9.       | Tým se do dalšího ročníku přihlásil do 2. ligy                                                                               |
| 2002/2003 | 2      | 2. liga |          | Dodatečný postup z druhého místa, pro doplnění 1. ligy po sloučení prvoligových týmů Akcent Sparta Praha a RFK Pohoda Praha. |
| 2003/2004 | 1      | 1. liga | 10.      | Druhé místo v play-down – Sestup do nižší ligy                                                                               |